# 宇多野駅
宇多野駅（うたのえき）は、京都府京都市右京区宇多野長尾町にある京福電気鉄道北野線の停留場。駅ナンバリングはB4。

## 歴史

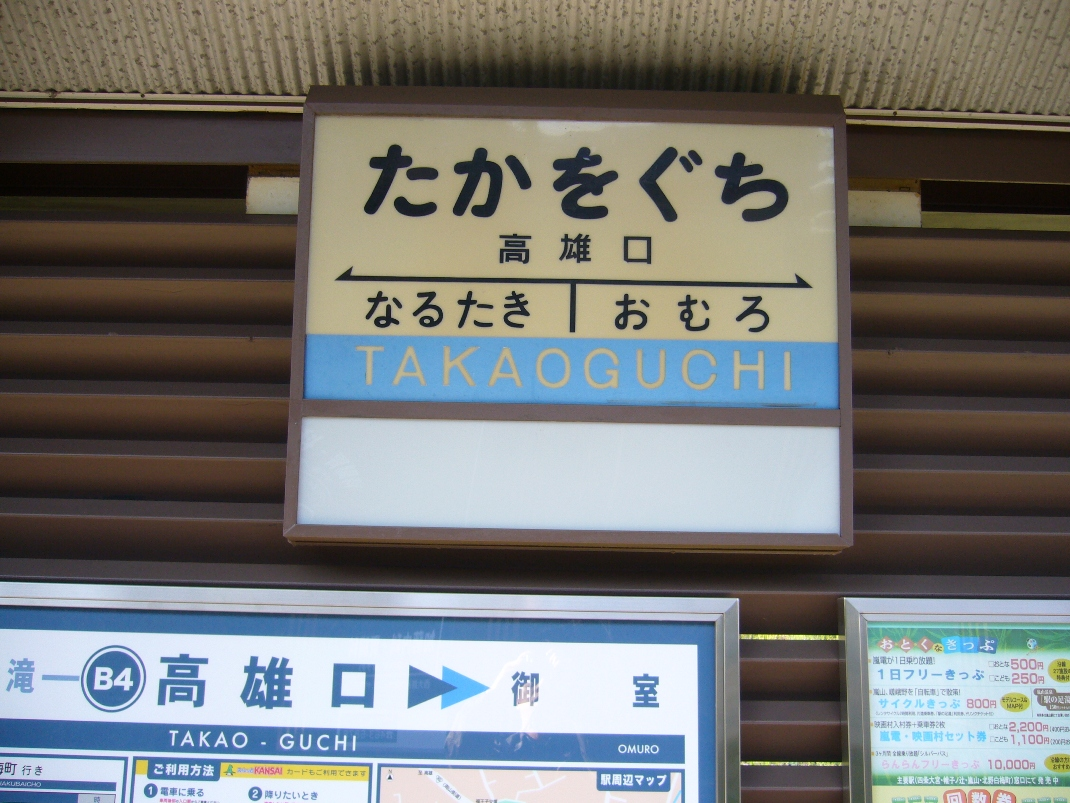
高雄口駅時代の駅名標。下には試用されていた頃のラインカラーや駅ナンバリングも見える。

開業時の停留場名は高雄口駅（たかおぐちえき）で、当地が停留場北西にある景勝地高雄への玄関口に当たる地であることに由来する。かつての駅名標には、旧仮名遣いに則り平仮名で「たかをぐち」と表記されていたのが特徴。ちなみにローマ字表記は「TAKAOGUCHI」となっていたが、近隣にある一部の観光案内図には「TAKAWOGUCHI」と表記されているものもあった。

### 年表
- 1925年（大正14年）11月3日：京都電燈が経営する嵐山電鉄北野線が北野 - 当停留場間で開業した際に高雄口駅として開業[2]。
- 1926年（大正15年）3月10日：高雄口 - 帷子ノ辻間が開業。中間停留場となる[2]。
- 1942年（昭和17年）3月2日：路線継承により京福電気鉄道の停留場となる[2]。
- 2007年（平成19年）3月19日：宇多野駅に改称[2]。

## 停留場構造
千鳥式ホーム2面1線を持つ地上駅。帷子ノ辻方面行きホームには東側のみに1ヶ所、北野白梅町方面行きホームには2ヶ所に出入り口がある。北野白梅町方面行きホームの向かい側に、かつて行き違い設備があったことを偲ばせる苔むしたホーム跡がある。
戦後は長らく北側ホームのみであったが、1982年の車両のワンマン式化に際し、現在の帷子ノ辻行きホームが新たに後付けで設けられた。

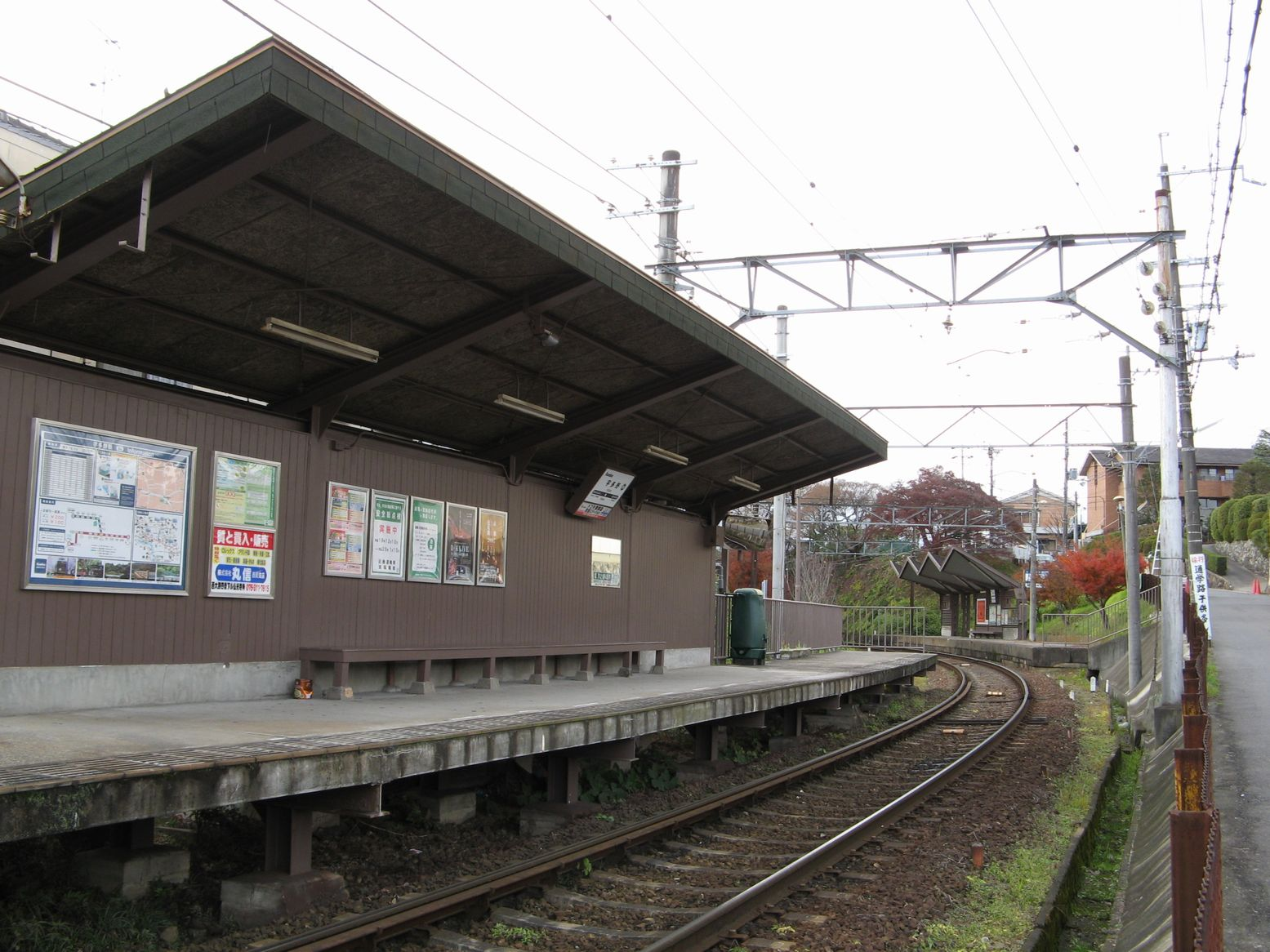
ホームの様子（左手前が帷子ノ辻方面ホーム、右奥が北野白梅町方面ホーム）。上掲駅情報画像と反対側から望む
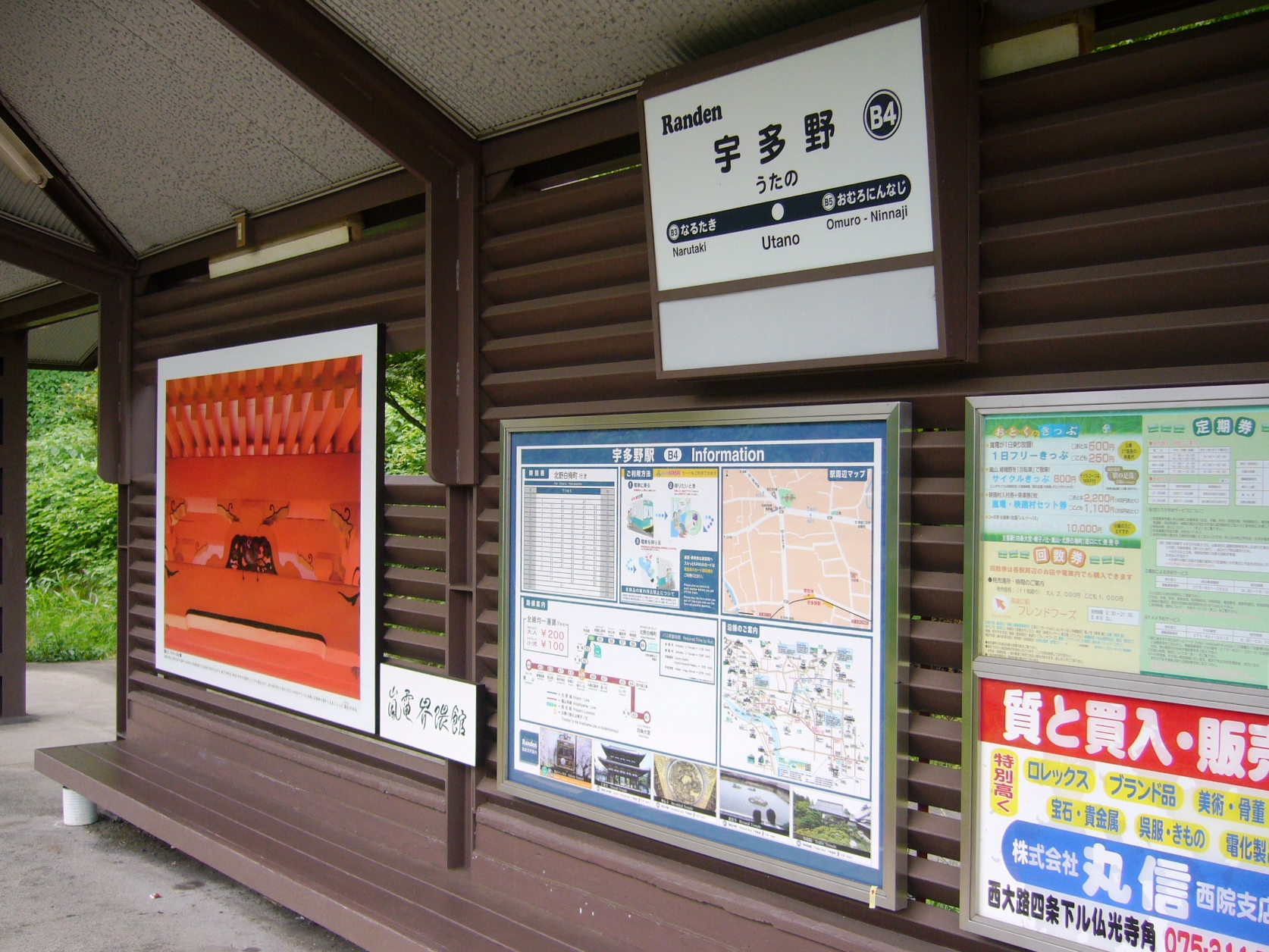
現在の駅の各種掲示。ラインカラーの青で統一されている。写真パネル「嵐電界隈館」も見える。

## 停留場周辺
当停留場と隣の鳴滝駅との間では、線路の両脇にソメイヨシノが植えられ桜並木となっており、「嵐電 桜のトンネル」と呼ばれている（画像については、京福電気鉄道北野線#桜のトンネルを参照）。近隣には寺院が多い。
- 京都市立宇多野小学校
- 嵯峨野病院
- 聖イエス会本部、嵯峨野教会
- 京都宇多野郵便局
- 福王子神社
- 京都市営バス「嵐電宇多野駅前」停留所
- 京都市営バス・西日本JRバス「福王子」停留所

## その他
- ABC系列で放送された土曜ワイド劇場『京都殺人案内』には、劇中で音川刑事（藤田まこと）の自宅の最寄停留場という設定で登場し、ロケが行われたことがある。
- 2018年4月に公開された、映画『ママレード・ボーイ』のロケ地として使用された。

## 隣の停留場
京福電気鉄道
■北野線
御室仁和寺駅 (B5) - 宇多野駅 (B4) - 鳴滝駅 (B3)
- 括弧内は駅番号を示す。